# 앤드루 존슨 행정부
앤드루 존슨은 에이브러햄 링컨 대통령 암살 사건 이후 1865년 4월 15일부터 1869년 3월 4일까지 제17대 미국 대통령을 지냈다. 17대 대통령 존슨은 남북 전쟁 이전 민주당 소속이었으며, 공화당과 워 민주당의 지지를 받은 내셔널 유니언 후보로 1864년 링컨의 러닝메이트로 출마했다. 존슨은 남북 전쟁이 끝나갈 무렵 취임했으며, 그의 재임 기간은 전쟁의 여파로 점철되었다. 대통령으로서 존슨은 남부인들과 보수적인 북부인들로 구성된 자신만의 당을 세우려 했으나, 지지자들을 새로운 당으로 통합하지 못했다. 공화당의 율리시스 S. 그랜트가 존슨의 뒤를 이어 대통령이 되었다.
테네시주 출신인 존슨은 분리된 주들이 연방에 신속하게 복원되는 것을 선호했다. 그는 자신만의 대통령 재건 방식을 시행했는데, 이는 분리된 주들에게 의회와 선거를 통해 민간 정부를 재구성하도록 지시하는 일련의 선언이었다. 그의 계획은 옛 노예들에게 보호를 제공하지 않았고, 그는 공화당이 장악한 의회와 충돌했다. 남부 주들이 복귀하자, 그들의 옛 지도자들 중 다수가 해방노예들의 많은 시민적 자유를 박탈하기 위해 흑인법을 통과시켰고, 의회 공화당원들은 이들 주 출신 의원들의 착석을 거부하고 남부 전역에 군사 지구를 설치했다. 존슨은 그들의 법안에 거부권을 행사했고, 의회 공화당원들은 그의 거부권을 무효화시켰는데, 이는 그의 재임 기간 내내 반복되는 패턴이 되었다.
존슨의 행동에 좌절한 의회는 주들에게 수정헌법 제14조를 제안했고, 이 수정헌법은 1868년에 비준되었다. 정부 부처 간의 갈등이 커지면서 의회는 임기보장법을 통과시켜 존슨이 내각 관료들을 해고할 수 있는 능력을 제한했다. 그가 에드윈 M. 스탠턴 전쟁장관을 해임하려 계속 시도하자, 그는 미국 하원에 의해 탄핵되어 미국 대통령 중 처음으로 탄핵된 인물이 되었다. 존슨은 상원에서 간신히 유죄 판결과 해임을 피했지만, 재임 마지막 해에는 거의 권한을 행사하지 못했다. 외교 정책에서 존슨은 알래스카 매매와 멕시코 출병의 종식을 감독했다. 공화당과 결별하고 내셔널 유니언 기치 아래 자신만의 당을 세우는 데 실패한 존슨은 1868년 민주당 대통령 후보 지명을 모색했지만, 대신 호레이쇼 시모어에게 돌아갔다. 1868년 대통령 선거에서 시모어가 그랜트에게 패배하면서 북부 공화당은 재건을 확고하게 장악하게 되었다.
역사학자들의 더니닝 학파로부터 높은 평가를 받았지만, 최근의 역사학자들은 존슨을 의회와의 잦은 충돌, 아프리카계 미국인의 연방 보장 권리에 대한 강력한 반대, 그리고 대통령으로서의 전반적인 비효율성으로 인해 미국 역사상 최악의 대통령 중 한 명으로 평가한다.

## 취임

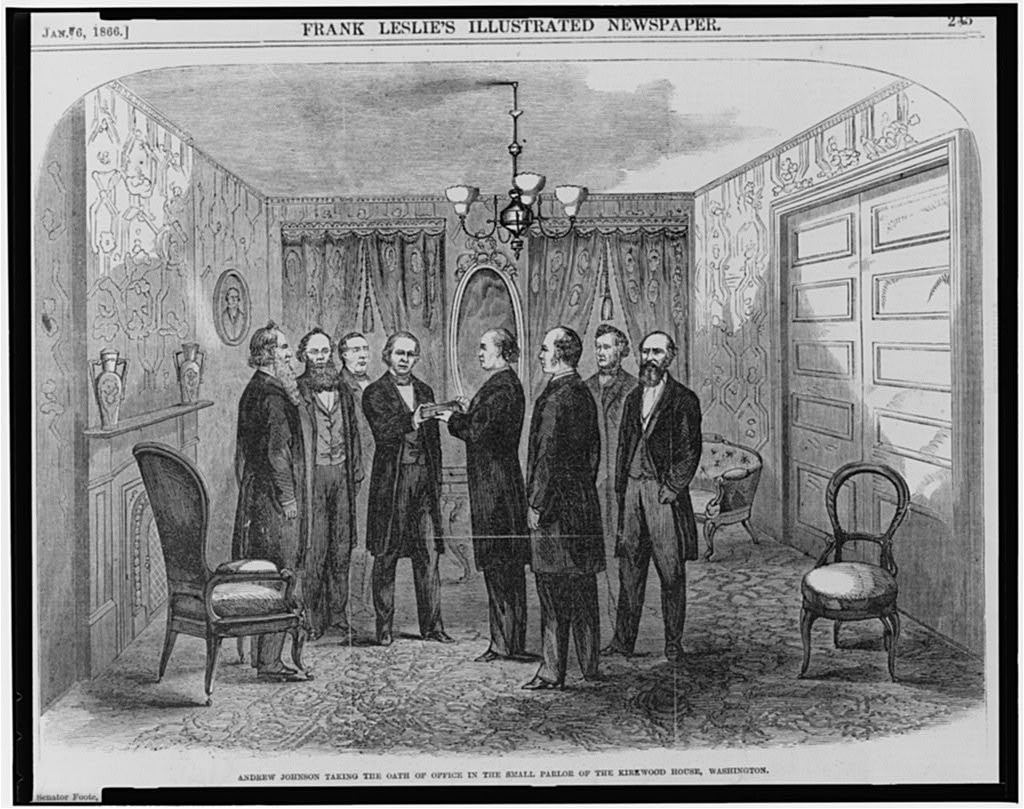
1865년 4월 15일, 존슨이 체이스 대법원장에게 선서하고 내각 구성원들이 지켜보는 모습을 묘사한 당시 목판화

남북 전쟁의 막바지인 1865년 4월 14일, 에이브러햄 링컨 대통령은 남부연합 지지자 존 윌크스 부스에게 총격을 당해 치명상을 입었다. 대통령 암살은 링컨, 앤드루 존슨 부통령, 윌리엄 H. 수어드 국무장관을 같은 날 암살하려는 음모의 일부였다. 수어드는 간신히 상처에서 살아남았고, 존슨은 암살자가 부통령을 죽이지 않고 술에 취하는 바람에 공격을 피했다. 커크우드 하우스의 동숙자였던 레너드 J. 파웰은 링컨이 포드 극장에서 총에 맞았다는 소식을 존슨에게 알렸다. 존슨은 대통령의 임종 자리로 달려가 잠시 머물렀고, 돌아오면서 "그들은 이 일로 고통받을 것이다. 그들은 이 일로 고통받을 것이다"라고 약속했다. 링컨은 다음 날 아침 7시 22분에 사망했고, 존슨은 10시에서 11시 사이에 대부분의 내각 구성원들이 지켜보는 가운데 새먼 P. 체이스 대법원장의 주재로 취임 선서를 했다. 존슨의 태도는 신문에 "엄숙하고 위엄 있다"고 묘사되었다. 존슨은 링컨의 시신이 스프링필드 (일리노이주)로 보내져 매장되기 전에 워싱턴에서 열린 링컨의 장례식을 주재했다.
제임스 스피드 법무장관의 제안에 따라 존슨은 링컨 암살 사건의 생존 가해자들을 재판하기 위해 군사 위원회를 허용했다. 6주간의 재판 끝에 피고인 4명에게 사형이 선고되었고, 나머지에게는 감형이 선고되었다. 암살 사건은 당시에도 그리고 그 이후에도 존슨과 공모자들이 그에게 무엇을 의도했을지에 대한 추측을 낳았다. 붙잡힌 후 목숨을 건지려는 헛된 희망으로 애체롯은 음모에 대해 많은 이야기를 했지만, 존슨 암살 계획이 단지 속임수에 불과했다는 것을 나타내는 말은 하지 않았다. 음모론자들은 암살 당일 부스가 커크우드 하우스에 와서 자신의 명함 중 하나를 남겼다는 사실을 지적한다. 이 물건은 존슨의 개인 비서인 윌리엄 A. 브라우닝이 "집에 계신가요? 방해하고 싶지 않습니다. J. 윌크스 부스"라는 문구와 함께 받았다.

## 당적
존슨은 당적 연대가 변화하는 시기에 취임했다. 옛 휘그당원들과 옛 민주당원들은 공화당 내에서 영향력을 다투었고, 남아있는 북부 민주당원들은 남북 전쟁 이후 자신들의 당을 재정의하려 했다. 존슨의 취임으로 남부 출신 옛 민주당원이 1860년 북부 공화당원인 에이브러햄 링컨의 대통령 당선이 직접적인 계기가 되었던 내전의 끝에 대통령직에 오르게 되었다. 존슨은 남북 전쟁 이전에 다양한 직책에서 민주당원으로 활동했으며, 전쟁 발발 이후 가장 저명한 남부 연방주의자 중 한 명이 되었다. 1864년 대통령 선거에서 공화당 후보는 내셔널 유니언 후보로 선거 운동을 벌였고, 내셔널 유니언 전당대회는 존슨을 저명한 남부 전쟁 민주당원으로서의 그의 지위 때문에 부통령 후보로 선택했다. 그가 자신을 공화당원이라고 선언한 적은 없지만, 존슨이 취임했을 때 그는 공화당 내에서 광범위한 지지를 받았다.
존슨의 재건 정책은 공화당 내 많은 사람들을 빠르게 소외시켰고, 존슨의 후원 결정과 수어드와의 동맹은 많은 민주당원들을 소외시켰다. 존슨은 기존의 어느 당과도 동맹을 맺기보다는 양당의 보수적인 요소들로 구성된 새로운 당을 만들고자 했다. 1866년 8월, 존슨은 필라델피아에서 자신의 지지자들로 구성된 전당대회를 개최했다. 이 전당대회는 존슨의 프로그램을 지지했지만, 존슨은 지속적인 연합을 구축할 수 없었다. 임기 말에 존슨은 1868년 민주당 지명을 추구했지만, 링컨과의 동맹과 그의 후원 결정으로 인해 그 당에서 많은 적을 만들었다.

## 행정부
취임 시 존슨은 전임자의 정책을 계속할 것을 약속했고, 처음에는 링컨의 내각을 그대로 유지했다. 윌리엄 H. 수어드 국무장관은 존슨 내각에서 가장 영향력 있는 구성원 중 한 명이 되었고, 존슨은 수어드가 팽창주의적 외교 정책을 추구하도록 허용했다. 대통령 임기 초반에 존슨은 에드윈 M. 스탠턴 전쟁장관에게 재건 정책을 맡겼고, 기드온 웰스 해군장관과 휴 맥컬로크 재무장관에게도 호의적인 의견을 가지고 있었다. 그는 윌리엄 데니슨 주니어 우정청장, 제임스 스피드 법무장관, 제임스 할런 내무장관에 대해서는 덜 존경했다.

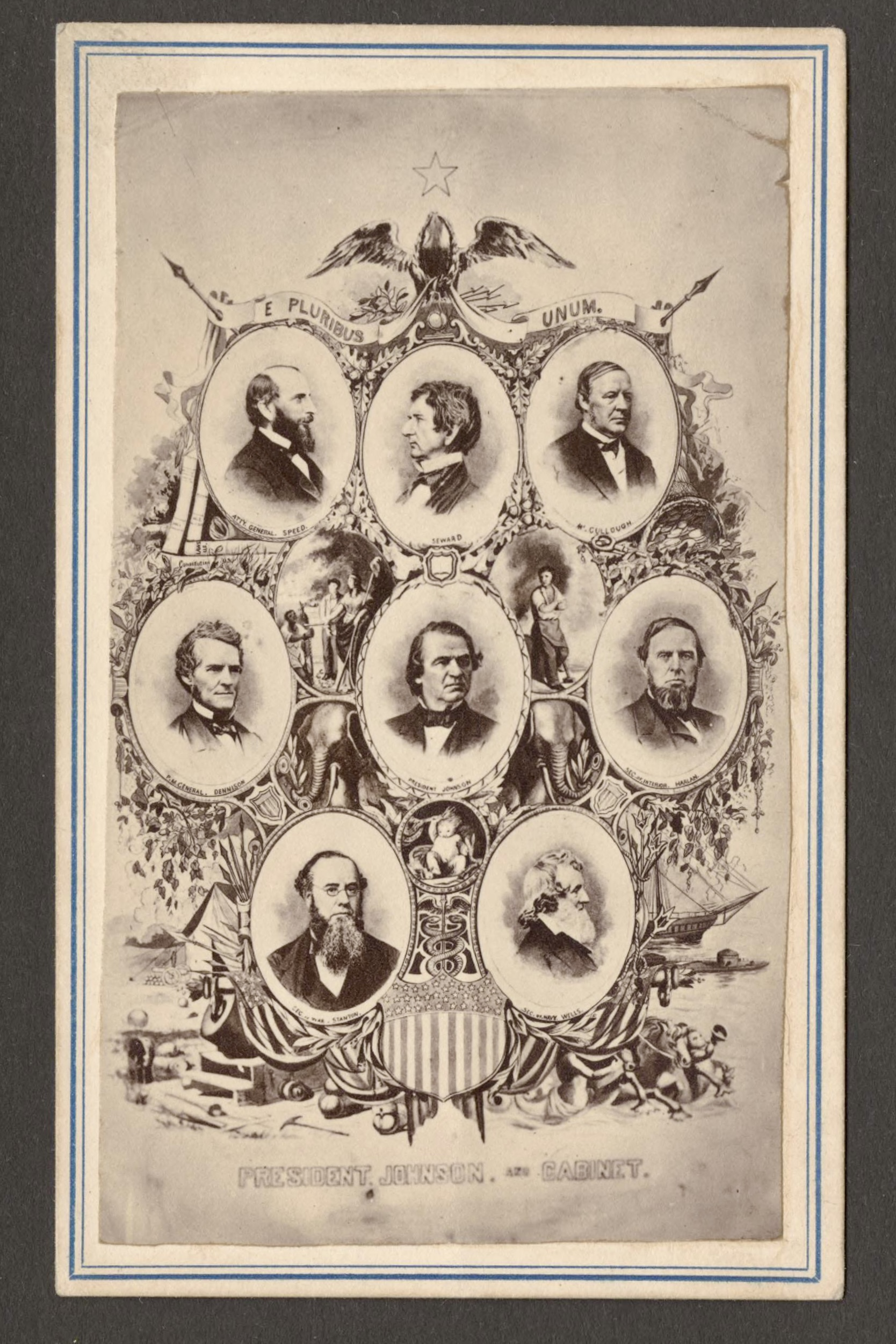
명함 초상화에 윌리엄 H. 수어드, 에드윈 M. 스탠턴, 제임스 스피드, 윌리엄 데니슨, 기드온 웰스, 존 P. 어셔의 초상화에 둘러싸인 존슨 대통령 (U-M 윌리엄 L. 클레멘츠 도서관)

할런, 데니슨, 스피드는 1866년 6월 존슨이 의회 공화당원들과 결별한 후 사임했다. 스피드의 후임인 헨리 스탠베리는 존슨의 탄핵 재판에서 존슨을 변호하기 위해 사임하기 전에 존슨 내각에서 가장 저명한 구성원 중 한 명으로 부상했다. 존슨은 재건과 관련된 이견으로 스탠턴을 정직시키고 율리시스 S. 그랜트 육군원수로 임시 교체했다. 그랜트와 충돌한 후, 존슨은 윌리엄 T. 셔먼 장군에게 전쟁장관 직을 제안했지만 그가 거절했고, 로렌조 토머스가 수락했다. 토머스는 취임하지 않았다. 존슨은 온건 공화당원들과의 타협으로 존 스코필드를 전쟁장관으로 임명했다.

## 사법부 임명
존슨은 재임 기간 동안 9명의 제3조 연방 판사를 임명했는데, 모두 미국 연방지방법원 판사였다. 그는 미국 연방 대법원에 대법관을 성공적으로 임명하지 못했다. 1866년 4월, 그는 준대법관 존 캐트론의 사망으로 인한 대법원 공석을 채우기 위해 헨리 스탠베리를 지명했지만, 의회는 1866년 사법 순회법을 통과시켜 그 자리를 없앴다. 존슨이 어떠한 임명도 할 수 없도록 하기 위해, 이 법은 다음 대법관이 퇴임할 때 법원의 대법관 수가 한 명 줄어들 것이라고도 규정했다. 존슨은 자신의 그린빌 친구인 새뮤얼 밀리건을 미국 청구법원에 임명했으며, 그는 1868년부터 1874년 사망할 때까지 재직했다.

## 남북 전쟁 종식 및 노예제 폐지
존슨은 로버트 E. 리의 애퍼매톡스 코트 하우스 항복 이후 취임했지만, 남부 연합군은 여전히 전장에 남아 있었다. 1865년 4월 21일, 존슨은 내각의 만장일치 지지를 받아 율리시스 S. 그랜트 장군에게 북부 연합군 장군 윌리엄 T. 셔먼과 남부 연합군 장군 조지프 E. 존스턴 사이에 체결된 휴전을 뒤집으라고 명령했다. 이 휴전에는 기존 남부 연합 주 정부의 인정과 같은 정치적 조건이 포함되어 있었다. 5월 2일, 존슨은 링컨 암살에 연루되었다고 여겨지는 남부 연합 대통령 제퍼슨 데이비스의 체포에 10만 달러를 현상금으로 내건 선언문을 발표했다. 데이비스는 5월 10일에 체포되었다. 5월 말, 전장의 마지막 남부 연합군이 항복했고, 존슨은 내각 및 국가의 최고 장군들과 함께 워싱턴 D.C.에서 승리의 군사 퍼레이드를 주재했다. 취임 후 두 달도 채 되지 않아 존슨은 패배한 남부 연합에 대해 강경한 태도를 보일 것이라는 명성을 얻었으며, 의회 공화당원들 사이에서 그의 위상은 여전히 높았다.
링컨 대통령 임기 마지막 날, 의회는 전국적으로 노예제와 비자발적 노역을 폐지하는 내용의 수정헌법 제13조가 될 법안을 승인했다. 이 수정헌법은 1865년 12월에 필요한 주(당시 27개)의 비준을 받아 미국 수정 헌법 제13조가 되었다. 링컨의 노예 해방 선언으로 옛 남부 연합의 많은 노예들이 해방되었지만, 수정헌법 제13조는 전국적으로 노예제를 영구적으로 폐지하고 켄터키와 같은 경계주의 노예들을 해방시켰다.

## 재건
남북 전쟁이 끝나면서 존슨은 남부 연합을 형성했던 주들을 어떻게 할 것인가 하는 문제에 직면했다. 링컨 대통령은 연방이 버지니아, 아칸소, 루이지애나, 테네시의 대부분을 장악하게 되자 이들 주에 충성파 정부를 승인했고, 어떤 주에서든 유권자의 10%가 연방에 대한 미래 충성 서약을 하면 선거를 허용하는 10% 플랜을 옹호했다. 의회 내 많은 이들은 이를 너무 관대하다고 생각했다. 유권자 과반수가 충성 서약을 하도록 요구하는 웨이드-데이비스 법안은 1864년 의회 양원을 통과했지만, 링컨은 이에 보류거부를 행사했다.
존슨이 취임할 당시, 의회는 세 파벌로 구성되어 있었다. 급진 공화당원들은 아프리카계 미국인들에게 투표권 및 기타 시민권을 부여하고자 했다. 그들은 해방 노예들이 해방에 대한 감사로 공화당에 투표하도록 유도될 수 있으며, 흑인 표가 공화당을 권력에 유지시킬 수 있다고 믿었다. 급진 공화당원들은 재건, 소수자 권리 보호, 그리고 전쟁 후 연방 정부의 더 강력한 역할의 필요성에 대한 견해로 정의되었으며, 경제 문제에 대해서는 통일된 견해를 가지고 있지 않았다. 온건 공화당원들은 급진 동료들만큼 아프리카계 미국인 참정권에 대해 열정적이지 않았는데, 이는 그들 자신의 지역 정치적 관심사 때문이거나, 해방 노예들이 제대로 투표하지 않을 가능성이 높다고 믿었기 때문이었다. 그럼에도 불구하고 그들은 아프리카계 미국인들이 "명목상의 자유" 이상을 보장받도록 하는 데 전념했으며, 남부 연합 관리들이 권력으로 복귀하는 것을 반대했다. 의회의 세 번째 파벌인 북부 민주당원들은 남부 주들의 무조건적인 복원을 선호했고 아프리카계 미국인 참정권에 반대했다.

### 대통령 재건

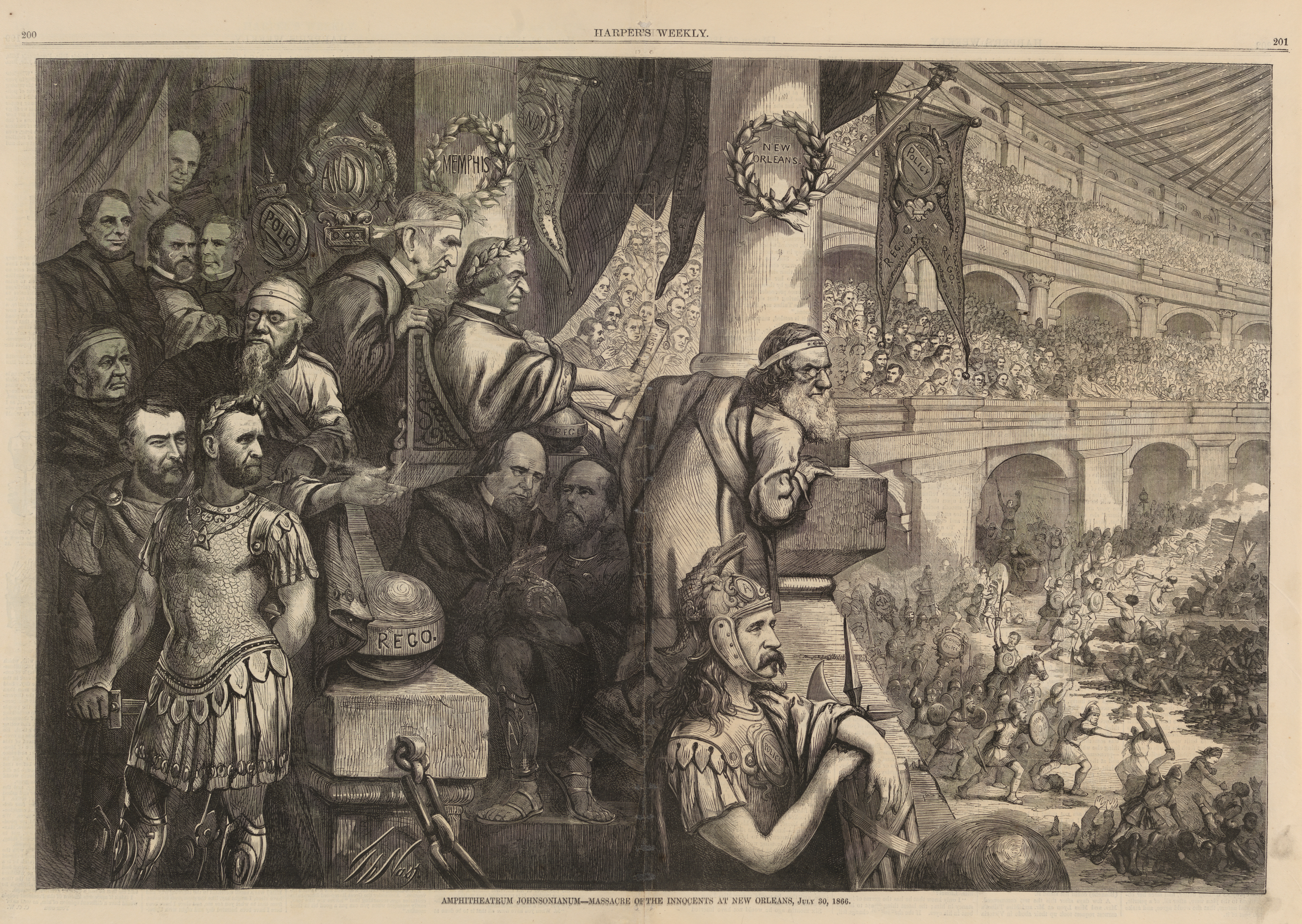
존슨 극장은 토머스 내스트의 일련의 그림 중 하나로, 대통령 재건이 해방 노예들의 생명을 위협한다는 주장"북부의 무활동으로 인해 잠재력이 상실될 수 있는 사람들"

존슨은 의회가 1865년 12월까지 다시 회의를 열 예정이 아니었기 때문에, 처음에는 입법 개입 없이 재건 정책을 고안하도록 내버려두어졌다. 존슨은 남부 주들이 연방을 결코 진정으로 떠나지 않았다고 믿었다. 반란이 진압되자 그는 남부가 미국 헌법에 따라 동등한 파트너로서 제자리를 되찾아야 한다고 생각했다. 아프리카계 미국인들과 많은 의회 공화당원들의 간청에도 불구하고, 존슨은 참정권을 주(州) 문제로 보았고, 패배한 남부에 광범위한 변화를 강요하기 위해 연방 권력을 사용하는 데 관심이 없었다. 존슨은 대신 아프리카계 미국인들이 여전히 남부 사회의 최하위층에 머물러 있는 동안, 노동 계층 백인들이 엘리트 플랜터 계층을 극복하도록 돕고자 했다.
존슨은 남부 전역에 주 정부를 조직하기로 결정했고, 최근까지 반란 상태에 있었던 주들에서 정부를 재구성하기 위해 신속하게 행동했다. 1865년 5월, 그는 뱅크스가 제임스 매디슨 웰스 주지사의 옛 남부 연합 관리 임명에 항의하자 루이지애나 주 지휘관 나다니엘 P. 뱅크스를 해임했다. 같은 달, 존슨은 버지니아에서 프랜시스 해리슨 피어포인트 정부를 인정하고, 윌리엄 우즈 홀든을 노스캐롤라이나 주지사로 임명했다. 존슨은 그 후 다른 옛 남부 연합 주들을 이끌 주지사들을 임명했다. 그는 그들의 이전 정치적 소속이나 이념에 관계없이 그 주지사들을 선택했고, 대신 남북 전쟁 동안 연방에 대한 그들의 충성심에 초점을 맞췄다. 존슨은 주지사들에게 많은 조건을 부과하지 않고, 단지 수정헌법 제13조의 비준과 탈퇴 조례 및 남부 연합 부채의 부인을 요구했다. 존슨이 임명한 앨라배마 주지사 루이스 E. 파슨스는 "연방 헌법에 따라 주가 소유했던 모든 정치적 권리는 노예제와 관련된 단 한 가지 예외를 제외하고는 오늘날에도 그녀의 것이다"라고 선언했다. 남부 주지사들은 주 의회를 소집했고, 이는 다시 새로운 정부를 조직하고 새로운 선거를 실시했으며, 거기서 옛 분리주의자들이 승리했다. 새로운 정부는 노예제를 사실상 재건한 엄격한 흑인법을 통과시켰다. 존슨은 그러한 문제가 연방이 아닌 주 문제라고 굳게 믿었기 때문에 간섭하기를 거부했다.
존슨은 1865년 3월 의회에 의해 설립된 기관인 해방노예국의 활동을 자주 방해했다. 미국 육군과 함께 해방노예국은 남부에서 백인과 흑인 모두에게 지원을 제공하는 구호 기관이자 경찰 역할을 했다. 1865년 9월, 존슨은 해방노예국이 경작을 시작한 해방노예들에게 버려진 땅을 부여한 명령을 뒤집었다. 존슨은 대신 그러한 재산을 전쟁 이전 소유자에게 반환하도록 명령했다. 존슨은 또한 남부 백인들이 흑인을 편애한다고 비난했던 해방노예국 관리들을 해고했다. 존슨은 해방노예국보다 군대의 권한을 제한하는 데는 덜 적극적이었지만, 군대는 전쟁 종식 후 병사들이 비무장화되면서 영향력이 감소했다.
존슨은 주 정부를 신속히 복원하고 해방노예국의 업무를 방해하는 것 외에도 백인 남부인들의 재산권과 시민권을 복원하고자 했다. 1865년 5월 29일, 존슨은 대부분의 옛 남부 연합원들에게 사면을 제안했다. 이 명령에는 남부 연합의 고위 군사 및 민간 관리, 전범, 그리고 과세 대상 재산이 2만 달러를 초과하는 자들은 포함되지 않았다. 1865년 말과 1866년 초, 그가 임명한 남부 주지사들의 조언에 따라 존슨은 엘리트 플랜터 계급의 대부분을 사면했다. 그 후, 플랜터 엘리트들은 존슨의 초기 재건 계획과는 달리 남부에서 대체로 다시 권력을 잡았다. 포너는 반군 지도자 처벌에 대한 존슨의 초기 지지에도 불구하고, 그가 남부 전쟁 이전 엘리트에게 권한을 재부여하기로 결정한 동기가 "항상 다소 미스터리였다"고 언급한다. 포너는 존슨이 플랜터들과의 동맹이 남부의 백인 지배를 계속 보장하고 1868년 재선 출마를 부양할 것이라고 믿었을 것이라고 추측한다. 존슨의 1865년 대통령 재건 프로그램은 남북 전쟁 이후 흑인 참정권 강제에 대한 어떠한 희망도 소멸시켰는데, 이는 재정권된 남부 백인들이 전쟁 이전의 현상 유지에 대한 광범위한 변화를 더 이상 기꺼이 받아들이지 않았기 때문이다.

### 의회 복귀
모든 공화당원이 흑인 참정권을 지지한 것은 아니지만, 흑인법의 통과와 옛 남부 연합 지도자들의 권력 복귀는 당 내에서 광범위한 분노를 불러일으켰다. 1865년 12월 의회가 다시 열리자, 의회는 존슨이 세운 정부에 의해 선출된 남부 의원들의 착석을 거부했다. 또한 온건 공화당 상원의원 윌리엄 P. 페슨덴이 이끄는 재건 공동 위원회를 설치하여 남부의 상황을 조사했다. 이러한 조치에도 불구하고, 의회 의원들 대부분은 대통령과 직접적으로 대립하는 것을 꺼려했으며, 처음에는 존슨의 남부 정책을 미세 조정하려고만 했다. 트레푸스에 따르면, "존슨이 공화당 온건파와 합의에 도달할 수 있었던 시기가 있었다면, 그것은 의회가 복귀한 이후의 기간이었다."

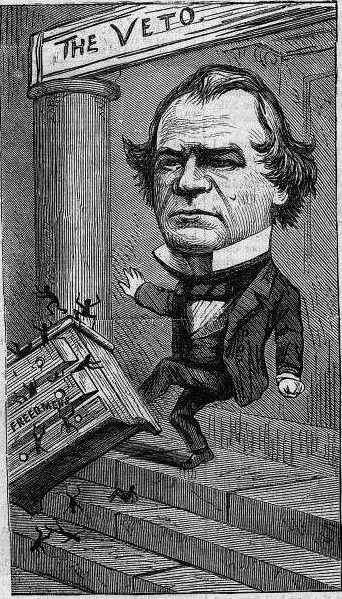
존슨이 해방노예국을 폐기하자 아프리카계 미국인들이 날아가는 모습을 묘사한 토머스 내스트의 만화

온건 공화당의 지도자이자 사법 위원회 위원장인 일리노이 상원의원 라이먼 트럼블은 대통령과 이해관계를 맞추기 위해 노력했다. 그는 1867년에 폐지될 예정이던 해방노예국의 기한을 연장하는 법안과 시민권 법안을 의회를 통해 통과시켰다. 시민권 법안은 원주민을 제외한 미국에서 태어난 모든 개인에게 속지주의 시민권을 부여하고, 어떤 주도 미국 시민의 기본권을 침해할 수 없다고 선언했다. 트럼블은 존슨과 여러 차례 만나 대통령이 이 조치에 서명할 것이라고 확신했다. 백인 남부인들에게는 환영받았지만, 공화당 의원들에게는 당혹스러운 분노를 안겨주며 존슨은 1866년 2월 18일 해방노예국 법안에 거부권을 행사했다. 1866년 1월 말까지 존슨은 급진 공화당과의 대결에서 승리하는 것이 그의 정치적 계획, 즉 재건의 성공과 1868년 재선을 위해 필수적이라고 확신하게 되었다. 그의 거부권 메시지에서 그는 해방노예국이 위헌적이고 현명하지 못한 연방 권력 행사이며, 11개 옛 남부 연합 주가 의회에 대표되지 않는 동안 의회가 주요 법안을 고려해서는 안 된다고 주장했다. 존슨은 다음 날 상원에서 그의 거부권을 무효화하려는 움직임이 실패하자 자신이 옳았다고 생각했다. 존슨은 급진파가 이제 고립되어 패배할 것이고, 온건 공화당원들이 그를 지지할 것이라고 믿었다. 그는 온건파 또한 아프리카계 미국인들이 공정하게 대우받기를 원한다는 것을 이해하지 못했다.

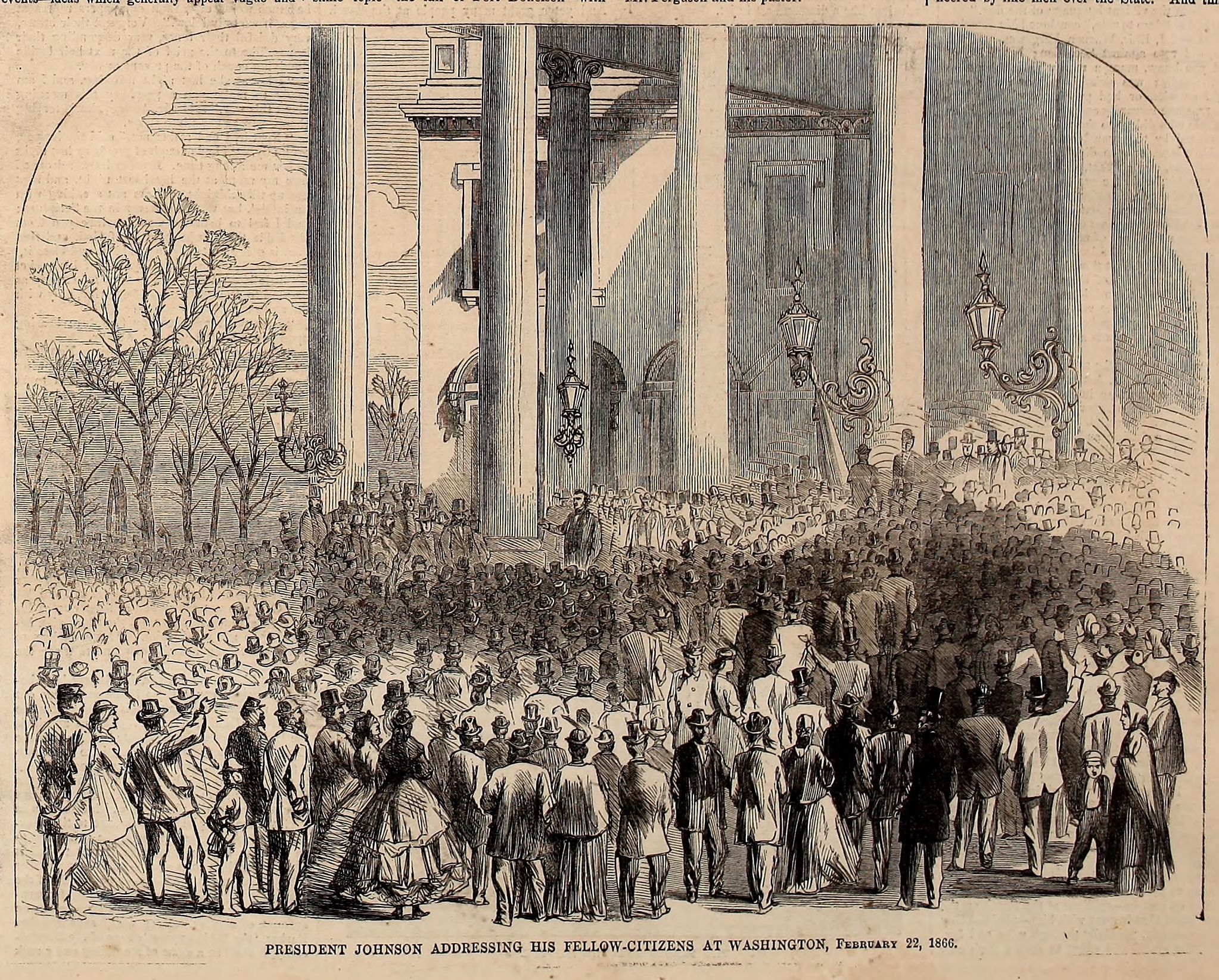
"존슨 대통령이 1866년 2월 22일 워싱턴에서 동료 시민들에게 연설하다" (하퍼스 위클리, 1866년 3월 10일)

1866년 2월 22일 조지 워싱턴의 생일에 존슨은 백악관으로 행진하여 조지 워싱턴을 기리는 연설을 요청한 지지자들에게 즉흥 연설을 했다. 한 시간 동안의 연설에서 그는 자신을 200번 이상 언급했다. 더 해로운 것은 그가 남부에게 베풀었던 우정의 손길을 내밀 수 없는 "여전히 연방에 반대하는 사람들"에 대해서도 이야기했다는 점이다. 군중이 그들이 누구냐고 묻자 존슨은 펜실베이니아 의원 새디어스 스티븐스, 매사추세츠 상원의원 찰스 섬너, 그리고 노예제 폐지론자 웬들 필립스를 지목하며 그들이 자신을 암살하려 한다고 비난했다. 공화당원들은 이 연설을 선전포고로 보았고, 한 민주당 동맹은 존슨의 연설로 인해 1866년 중간 선거에서 민주당이 20만 표를 잃었다고 추정했다.

### 공화당과의 결별
해방노예국 법안에 대한 거부권 행사 이후에도 온건 공화당원들은 공화당의 거의 만장일치 지지를 받아 의회를 통과한 1866년 시민권 법안에 존슨이 서명할 것이라고 희망했다. 존슨 내각의 대부분이 시민권 법안에 서명할 것을 촉구했지만, 대통령은 거부권을 행사했고, 이는 공화당의 온건파와 영구적인 결별을 의미했다. 그의 거부권 메시지에서 존슨은 이 법안이 백인을 차별하고 연방 권력의 위험한 확장을 의미한다고 주장했다. 3주 이내에 의회는 그의 거부권을 무효화시켰는데, 이는 미국 역사상 주요 법안에 대해 처음으로 일어난 일이었다. 스튜어트에 따르면, 이 거부권은 "많은 이들에게 그의 결정적인 실수였으며, 그의 재임 기간 내내 의회와의 끊임없는 대립 분위기를 조성했다." 의회는 또한 해방노예국 법안을 두 번째로 통과시켰고, 대통령은 다시 거부권을 행사했다. 이번에는 거부권이 무효화되었다.
의회 공화당원들은 존슨이 의회의 재건 프로그램을 방해하는 것에 분노했고, 이는 결국 그의 탄핵으로 이어졌다. 재건을 둘러싼 싸움은 급진 공화당과 온건 공화당 모두에게 일시적인 정치적 다수에 의존하기보다는 흑인 권리에 대한 헌법적 보장을 추구하도록 부추겼다. 의회는 이미 흑인 참정권 문제와 노예제 폐지에 따른 의회 의석 배분 문제를 다루기 위한 수정헌법을 고려하기 시작했다. 4월 말, 재건 공동 위원회는 의회가 직면한 주요 문제의 대부분을 다루는 수정헌법을 제안했다. 제안된 수정헌법의 첫 번째 섹션은 헌법에 출생 시민권 원칙을 명시하고, 주들이 적법 절차와 법의 평등 보호 원칙을 준수하도록 요구했다. 다른 섹션들은 옛 남부 연합 관리들의 참정권을 일시적으로 박탈하고, 남부 연합 부채 지불을 금지하며, 참정권을 거부당한 남성 유권자의 수에 비례하여 의회 대표를 줄이는 것을 규정했다. 존슨은 자신의 행정부의 행동을 부인하는 것으로 간주한 이 제안된 수정헌법 제14조에 강력히 반대했으며, 이 법안을 반대하는 데 영향력을 행사했다. 의회 민주당원들의 만장일치 반대에도 불구하고, 이 수정헌법은 1866년 6월 의회 양원을 통과하여 공식적으로 주들에게 비준을 위해 제안되었다.
존슨이 재건 문제로 의회와 갈등하는 동안, 옛 남부 연합원들과 다른 남부인들은 연방 권위에 반대하고 자신들의 지배력을 재확립하기 위해 점점 더 폭력적인 방법을 사용했다. 법적 및 불법적 수단을 혼합하여 많은 아프리카계 미국인들은 진정한 경제적 자유를 박탈당한 강압적인 노동 체제로 강제되었다. 비용과 대규모 상비군에 대한 우려로 인해 의회는 54,000명의 평시 육군을 승인했는데, 이는 1860년 병력의 3배였지만 1865년 병력보다는 훨씬 적었다. 과도하게 배치된 군대는 도시에서 질서를 유지했지만, 대부분의 농촌 지역에서는 철수해야 했다. 도시에서도 폭도들은 멤피스 폭동과 뉴올리언스 폭동과 같은 혼란 속에서 아프리카계 미국인, "카펫배거"(재건 시대에 남부로 이주한 북부인), 그리고 연방군을 공격했다. 이러한 폭동은 북부의 많은 사람들에게 충격을 주었고 존슨의 재건 정책에 대한 신뢰를 떨어뜨렸으며, 이는 남부에 대한 지속적인 연방 주둔에 대한 지지를 증가시켰다.

### 1866년 중간선거

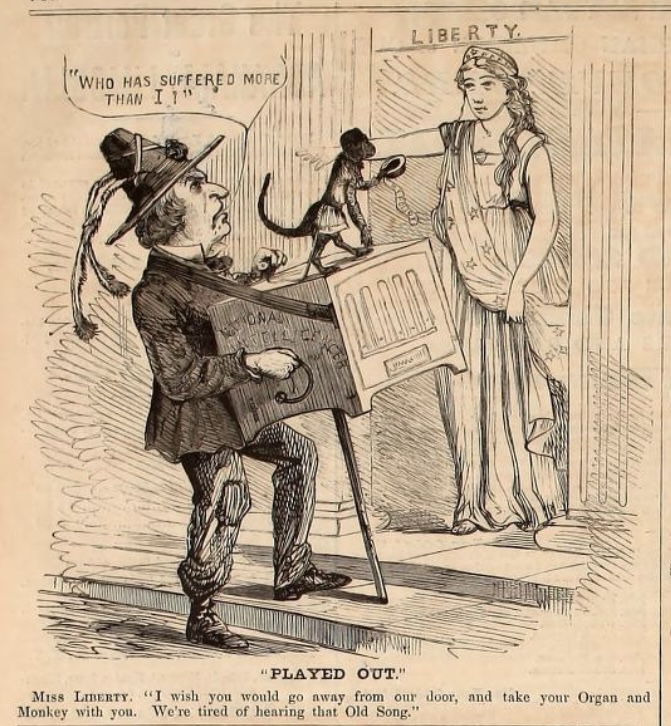
This 토머스 내스트 political cartoon published in Harper's Weekly in late 1866 criticized Andrew Johnson for his self-pitying stump-speech refrain, "Who, I ask, has suffered more for the Union than I have?"

의회에서 반대에 직면한 존슨은 1866년 11월 총선에서 지지자들을 늘리려 했다. 1866년 8월, 존슨은 1864년 대선에서 공화당 후보가 사용했던 명칭인 내셔널 유니언 전당대회를 열었다.
존슨은 자신의 보수적 지지자들을 새로운 정당으로 통합하기를 바랐지만, 전당대회는 참석자들이 1866년 캠페인에서 존슨과 그의 정책을 지지하겠다는 약속으로 끝났다. 수어드와 털로우 위드 같은 공화당 지지자들과 새뮤얼 L. M. 발로우 같은 민주당 지지자들은 자신들의 당과 완전히 결별하는 것을 꺼려했다. 전당대회 이후 존슨은 "서클 일주"로 알려진 공개 연설 투어를 통해 적극적으로 캠페인을 벌였다. 시카고, 세인트루이스, 인디애나폴리스, 콜럼버스에서의 연설을 포함한 이 여행은 대통령이 자신과 그리스도를 논란의 여지가 있는 비교를 하고, 야유꾼들과 논쟁에 휘말리면서 정치적으로 재앙이 되었다. 이러한 언쟁은 대통령의 품위 이하의 행동으로 비판받았다. 공화당은 의회에서 크게 득세했고 재건을 통제할 계획을 세웠다. 존슨은 내셔널 유니언 운동에 미온적인 지지를 보낸 것에 대해 민주당을 비난했다.

### 급진 재건

#### 제1차 재건법

제1차 재건법에 의해 설정된 5개 군사 지구 지도
제1군사지구
제2군사지구
제3군사지구
제4군사지구
제5군사지구

1866년 12월에 다시 소집된 의회는 활기를 띠며 법안을 통과시키기 시작했는데, 종종 대통령의 거부권을 무릅쓰고 진행되었다. 1867년 2월, 의회는 존슨의 거부권을 무시하고 네브래스카를 연방에 편입시켰다. 그 결과 상원 내 공화당 의석은 두 개 증가했고, 수정헌법 제14조는 한 표의 비준 투표를 얻었다. 존슨의 거부권을 넘어 통과된 또 다른 법안은 콜롬비아 특별구의 아프리카계 미국인들에게 투표권을 부여했다. 존슨은 또한 콜로라도 준주를 연방에 편입시키는 법안에 거부권을 행사했지만, 의회는 이를 무효화하지 못했는데, 이는 인구가 3만 명에 불과한 지역이 아직 주가 될 자격이 없다는 데 충분한 상원의원들이 동의했기 때문이었다.
한편, 테네시주를 제외한 모든 옛 남부 연합 주 의회는 수정헌법 제14조 비준을 거부했다. 이러한 거부로 인해 새디어스 스티븐스 의원은 남부 주 정부를 해산하고 계엄 상태 아래 5개 군사 지구로 재구성하는 법안을 제출했다. 주 정부는 헌법 제정 회의를 개최한 후 재구성될 예정이었다. 아프리카계 미국인들은 이 회의의 대의원으로 투표하거나 될 수 있었지만, 옛 남부 연합원들은 그럴 수 없었다. 입법 과정에서 의회는 법안에 해당 주가 수정헌법 제14조를 비준한 후에야 연방으로 복원된다는 조항을 추가했다. 존슨과 남부인들은 타협을 시도했는데, 남부가 옛 남부 연합원들의 자격 박탈 조항을 포함하지 않고 흑인 참정권을 제한하는 수정된 수정헌법 버전에 동의하는 것이었다. 공화당은 수정헌법의 전체 문구를 주장했고, 협상은 결렬되었다. 존슨은 1867년 3월 2일 결과적인 제1차 재건법에 거부권을 행사했지만, 의회는 같은 날 그의 거부권을 무효화시켰다.
제1차 재건법은 급진 재건의 입법적 핵심으로 작용했으며, 의회는 존슨으로부터 재건의 지도권을 완전히 장악했다. 존슨이 군대와 해방노예국을 지휘하고 약화시킬 권한을 유지했음에도 불구하고, 제1차 재건법은 아프리카계 미국인들의 권리를 보호하고 옛 남부 연합원들이 정치적 지배력을 재확립하는 것을 막을 수 있는 의회의 능력을 주장했다. 이 법안이 통과된 후, 아프리카계 미국인들은 처음으로 대규모로 선거에 참여하기 시작했다. 흑인 성인 남성의 투표 등록 비율은 1866년 12월 0.5%에서 1867년 12월 80.5%로 증가했으며, 이 모든 증가는 옛 남부 연합 주에서 발생했다. 민주당은 흑인 투표권에 적대적인 백인들에게 지배되었기 때문에, 아프리카계 미국인들은 압도적으로 공화당에 가입하기로 선택했다. 아프리카계 미국인 투표권을 보호하고 옛 남부 연합원들의 투표권을 박탈하는 것 외에도, 제1차 재건법은 1866년에 재승인된 테네시주를 제외한 모든 옛 남부 연합 주를 포함하는 5개 지구의 지휘관 임명을 요구했다. 그랜트 장군과의 협의를 통해 존슨은 존 스코필드, 대니얼 시클스, 존 포프, 에드워드 오드, 그리고 필립 셰리든 장군을 5개 지구의 지휘관으로 임명했다.

#### 후속 재건법
존슨이 1865년에 가졌던 것처럼 재건에 대해 자유로운 재량권을 갖지 못하도록 하기 위해, 제39차 미국 의회는 제40차 의회를 평소에 소집되었을 1867년 12월이 아닌 1867년 3월에 소집하는 법을 통과시켰다. 제40차 의회가 취한 첫 번째 조치 중 하나는 존슨의 거부권을 무시하고 제2차 재건법을 통과시키는 것이었다. 이 법안은 연방에 대한 충성심을 증명할 수 있는 유권자들만 등록하도록 규정했으며, 새로운 정부를 수립하기 위한 주 의회 소집을 규정했다.
존슨의 법무장관 헨리 스탠베리는 의회에 의해 설립된 군사 정부가 아니라 존슨에 의해 설립된 정부가 남부에서 최고 권력을 행사한다고 주장했다. 존슨의 반항에 불쾌해진 의회는 7월에 다시 소집되어 존슨의 거부권을 무시하고 제3차 재건법을 통과시켰다. 이 법안은 남부에서 군사 정부의 우위를 확립하고, 군대에 주 공무원을 해임할 권한을 부여했다. 에드윈 스탠턴 전쟁장관이 제3차 재건법에 대한 존슨의 거부권 행사에 반대하자, 존슨은 스탠턴을 해임하기로 결정했고, 이는 그의 대통령직 후반기를 대부분 차지할 싸움의 무대가 되었다.
1867년 내내 남부 정치는 당파적 노선을 따라 양극화되었다. 대부분의 남부 백인들은 민주당을 선호하는 반면, 남부의 공화당은 아프리카계 미국인, 카펫배거, 그리고 남부 연합 탈퇴에 대부분 반대하고 이제 공화당과 연대한 남부 백인들인 "스캘러왜그"로 구성되었다. 1868년 초까지 텍사스를 제외한 모든 옛 남부 연합 주는 헌법 제정 회의를 소집하여 새로운 주 헌법을 만들었다. 이 회의는 공화당이 지배했기 때문에, 새로운 주 헌법은 인종이나 재산에 관계없이 (주요 옛 남부 연합원을 제외한) 남성에게 참정권을 의무화했다. 재건법에 따라, 새로운 헌법은 효력을 발휘하려면 등록된 유권자의 과반수의 비준을 필요로 했다. 남부 민주당원들은 비준 투표를 보이콧했고, 쿠 클럭스 클랜과 같은 단체들은 유권자 참여를 억압하기 위해 테러 캠페인을 벌였다. 1868년 2월, 의회는 존슨의 거부권을 무시하고 제4차 재건법을 통과시켰다. 이 법안은 등록된 유권자의 과반수가 아닌, 투표에 참여한 유권자의 과반수 승인으로 새로운 주 헌법의 비준을 허용했다.

## 탄핵

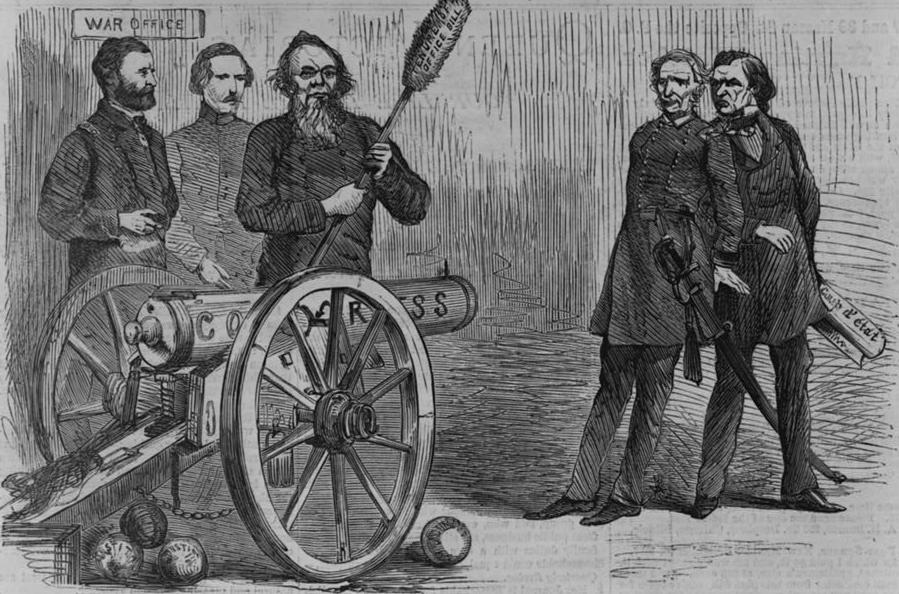
"상황", 하퍼스 위클리 사설 만화는 전쟁장관 스탠턴이 "의회"라고 적힌 대포를 조준하여 존슨을 격파하는 모습을 보여준다. 탄환 장전기는 "공무원 재임 법안"이고 바닥의 포탄은 "정의"이다.

### 스탠턴 해임
1867년 3월 2일, 대통령이 자신과 동의하지 않는 내각 장관들을 해고할 계획임을 시사하는 발언에 대응하여 의회는 임기보장법을 통과시켰다. 이 법은 대통령이 임명한 내각 구성원을 해고하려면 상원의 승인을 받도록 요구했다. 임기보장법은 즉시 논란이 되었다. 일부 상원의원들은 이 법이 헌법에 합치하는지 의문을 제기했으며, 이 법의 조항이 링컨 행정부에서부터 남아 있던 존슨의 주요 내각 장관들에게 적용되는지 의문을 제기했다.
임기보장법의 유효성은 존슨과 스탠턴 전쟁장관의 충돌로 시험받게 되었다. 존슨은 스탠턴 전쟁장관을 존경하면서도 그에게 불만을 드러냈는데 스탠턴은 그랜트 장군과 함께 존슨 행정부 내에서 대통령의 남부 정책을 훼손하려 했다. 존슨은 스탠턴을 해고할 생각도 했지만 전시 장관으로서의 그의 공로를 존경했다. 스탠턴은 존슨이 자신의 후임자를 임명하는 것을 허용하는 것을 두려워했으며, 대통령과의 공개적인 이견에도 불구하고 사임을 거부했다. 1867년 중반, 존슨과 스탠턴은 남부의 군사 지휘관이 민간 당국을 무시할 수 있는지 여부를 놓고 갈등을 빚었다. 대통령은 스탠베리 법무장관에게 그들이 그렇게 할 수 없다는 자신의 입장을 뒷받침하는 의견을 내도록 했다. 8월 5일, 스탠턴이 존슨의 입장을 지지하기를 거부하자 대통령은 스탠턴의 사임을 요구했다. 스탠턴은 의회가 휴회 중일 때 사임하기를 거부했다. 존슨은 임기보장법이 허용하는 대로 다음 의회 회기까지 그를 정직시켰다. 그랜트는 임시 후임으로 복무하면서 군대를 계속 지휘하기로 동의했다.
공화당원들이 존슨의 행동에 분노를 표했지만 1867년 선거는 대체로 민주당에게 유리했다. 의회 의석은 직접 선출되지 않았지만 민주당이 오하이오주 의회를 장악하면서 존슨의 가장 강력한 반대자 중 한 명인 벤저민 웨이드 상원의원의 재선 패배를 이끌었다. 오하이오, 코네티컷, 미네소타의 유권자들은 아프리카계 미국인에게 투표권을 부여하는 제안을 거부했다. 이 불리한 결과는 존슨의 탄핵 요구를 일시적으로 중단시켰고, 존슨은 선거 결과에 기뻐했다. 그럼에도 불구하고, 11월에 의회가 열리자 사법 위원회는 입장을 바꿔 존슨에 대한 탄핵 결의안을 통과시켰다. 대통령이 행한 어떤 행위가 헌법상의 탄핵 기준인 중범죄 또는 경범죄에 해당하는지에 대한 많은 논쟁 끝에, 이 결의안은 하원에서 부결되었다.
존슨은 스탠턴의 정직과 그랜트의 임시 임명을 의회에 통보했다. 1868년 1월, 상원은 그의 행동을 불승인하고 대통령이 임기보장법을 위반했다고 주장하며 스탠턴을 복직시켰다. 존슨의 반대에도 불구하고 그랜트는 전쟁장관에서 물러났고, 이는 둘 사이에 완전한 결별을 초래했다. 존슨은 그 후 스탠턴을 해고하고 로렌조 토머스를 스탠턴의 후임으로 지명했다. 스탠턴은 여전히 자신의 사무실을 떠나기를 거부했고, 1868년 2월 24일 하원은 128 대 47의 표결로 존슨이 임기보장법을 고의로 위반했다는 이유로 그를 탄핵했다. 하원은 이후 대부분 임기보장법을 위반하고 의회의 정당성에 의문을 제기했다는 내용의 11개 탄핵 조항을 채택했다. 이로써 존슨은 의회에 의해 탄핵된 최초의 미국 대통령이 되었다.

### 탄핵 재판

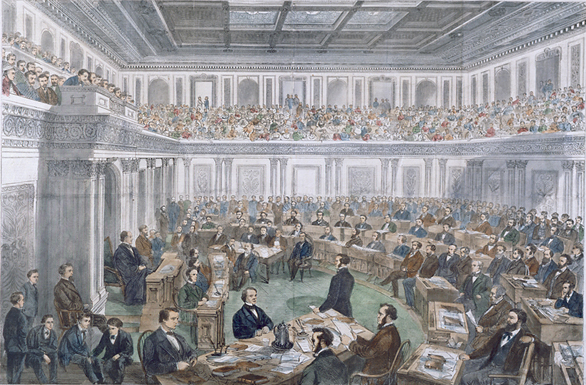
시어도어 R. 데이비스가 하퍼스 위클리에 게재한 미국 상원에서의 존슨 탄핵 재판 삽화

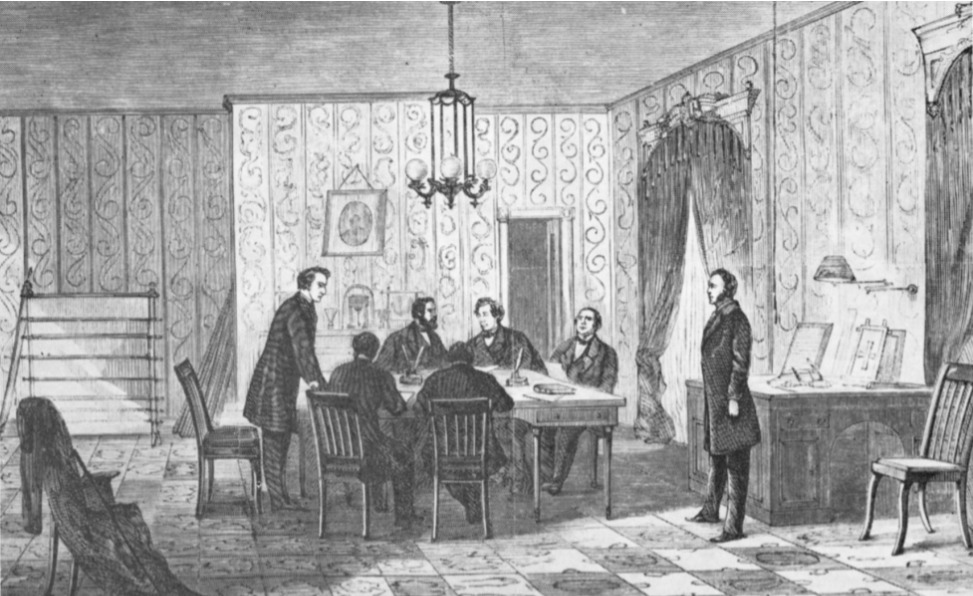
재판을 위해 변호인단과 상의하는 존슨 삽화

1868년 3월 5일, 상원에서 탄핵 재판이 시작되었다. 조지 S. 바우트웰, 벤저민 프랭클린 버틀러, 새디어스 스티븐스 의원들은 하원의 관리자, 즉 검사 역할을 했고 윌리엄 M. 에버츠, 벤저민 R. 커티스, 그리고 전 미국의 법무부 장관 스탠베리는 존슨의 변호인이었다. 새먼 P. 체이스 대법원장이 재판장을 맡았다. 변호인단은 임기보장법이 현 행정부의 임명자에게만 적용된다는 조항에 의존했다. 링컨이 스탠턴을 임명했기 때문에 변호인단은 존슨이 이 법을 위반하지 않았다고 주장했으며 또한 대통령이 의회 법안의 합헌성을 시험할 권리가 있다고 주장했다. 존슨의 변호인단은 그가 재판에 출석하지도, 절차에 대해 공개적으로 언급하지도 말라고 주장했고, 4월의 두 차례 인터뷰를 제외하고는 그는 따랐다.
막후에서 존슨은 무죄 판결을 받기 위해 움직였다. 예를 들어 그는 아이오와 상원의원 제임스 W. 그라임스에게 의회의 재건 노력에 간섭하지 않겠다고 약속했다. 그라임스는 온건파 그룹에게 대통령이 약속을 지킬 것이라고 믿는다고 보고했다. 존슨은 또한 존경받는 존 스코필드를 전쟁장관으로 임명하겠다고 약속했다. 캔자스 상원의원 에드먼드 G. 로스는 사우스캐롤라이나와 아칸소에서 비준된 새로운 급진적 영향을 받은 헌법이 지체 없이 의회로 전달될 것이라는 확신을 얻었는데, 이는 그와 다른 상원의원들에게 무죄 투표를 위한 정치적 명분을 제공할 것이었다. 다른 요소들도 존슨의 무죄 판결에 유리했다. 만약 그가 해임되었다면, 존슨의 후임자는 오하이오 상원의원 웨이드, 즉 상원의 임시의장이었을 것이다. 1869년 초에 임기가 끝날 예정인 레임덕 웨이드는 여성 참정권과 같은 조치를 지지하는 급진파였고, 이는 전국적으로 정치적으로 받아들여지지 않는 인물이었다. 또한 많은 공화당원들은 웨이드 대통령이 1868년 대선에서 그랜트의 승리에 잠재적인 장애물이 될 수 있다고 보았다.

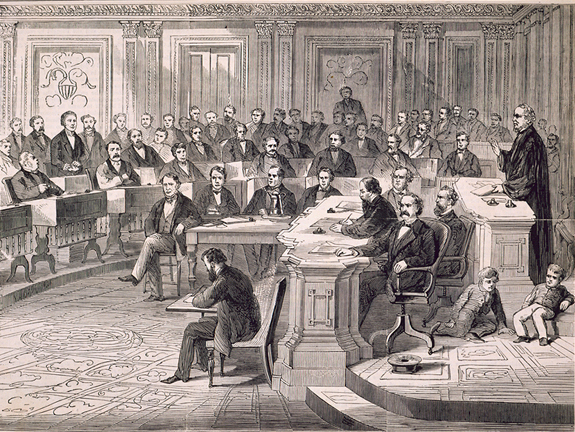
프랭크 레슬리의 일러스트레이티드 뉴스페이퍼에 게재된 에드먼드 G. 로스 상원의원이 11번째 탄핵 조항에 대해 유죄 반대 투표를 하는 삽화

거래가 이루어지면서 존슨은 판결 전에 결과에 확신을 가졌고, 투표를 앞둔 며칠 동안 신문들은 스티븐스와 그의 급진파가 포기했다고 보도했다. 5월 16일, 상원은 존슨이 상원이 정직 결정을 뒤집은 후 임기보장법을 위반하여 스탠턴을 해고했다고 비난하는 11번째 탄핵 조항에 대해 투표했다. 35명의 상원의원이 "유죄"에 투표하고 19명이 "무죄"에 투표하여 상원은 헌법상 유죄 판결에 필요한 3분의 2 다수에서 단 한 표 부족했다. 7명의 공화당원 – 그라임스, 로스, 트럼블, 윌리엄 피트 페슨덴, 조셉 S. 파울러, 존 B. 헨더슨, 피터 G. 밴 윙클 상원의원 – 은 민주당 동료들과 함께 대통령의 무죄를 주장하는 데 투표했다. 투표 후, 상원은 1868년 공화당 전당대회를 위해 휴회했고, 전당대회는 그랜트를 대통령 후보로 지명했다. 상원은 5월 26일에 다시 모여 두 번째와 세 번째 조항에 대해 투표했으며, 동일하게 35대 19의 결과가 나왔다. 이 결과에 직면한 존슨의 반대자들은 포기하고 절차를 기각했다. 스탠턴은 5월 26일에 직위를 "포기"했고, 상원은 이후 스코필드를 전쟁장관으로 승인했다. 존슨이 변호인으로서의 봉사 후 스탠베리를 법무장관으로 복귀시키려 다시 지명했지만 상원은 그에 대한 승인을 거부했다.
당시와 그 이후에도 재판 결과가 뇌물수수로 결정되었다는 주장이 제기되었다. 재판 진행 중에도 버틀러 하원의원은 조사를 시작하고 청문회를 열어 보고서를 발행했지만, 다른 의원들에게 지지받지 못했다. 버틀러는 뉴욕에 기반을 둔 "애스터 하우스 그룹"에 초점을 맞췄는데, 이 그룹은 정치 보스이자 편집자 털로우 위드가 이끌었다고 추정되었다. 이 조직은 신시내티 변호사 찰스 울리를 통해 위스키 관련 이익 단체로부터 상원의원들에게 존슨의 무죄를 주장하도록 뇌물을 주기 위해 거액의 돈을 모았다고 한다. 버틀러는 울리가 질문에 답하기를 거부하자 그를 국회 의사당 건물에 감금하는 극단적인 조치까지 취했지만, 뇌물수수를 증명하는 데는 실패했다.

### 여파

수정헌법 제14조의 주별 비준:
인증 전 수정안 비준, 1866–1868
처음 거부 후 인증 전 수정안 비준, 1868
처음 거부 후 인증 후 수정안 비준, 1869–1976
인증 후 수정안 비준, 1959
수정안 비준, 비준 철회 (취소), 이후 재비준. 오레곤은 인증 후 비준을 철회하고 공식 집계에 포함됨
1868년 미국 영토, 아직 주가 아님

임기 마지막 몇 달 동안 존슨은 대중 정책에 거의 영향력을 행사하지 못하는 무력한 존재였다. 탄핵 투표 이후 몇 달 동안 의회는 새로운 헌법을 작성하고 수정헌법 제14조를 비준한 7개 남부 주를 재승인했다. 급진 공화당원들은 이 남부 주들이 1868년 또는 미래 선거에서 아프리카계 미국인들의 투표권을 박탈할 것을 우려하여, "인종, 피부색, 또는 이전 노예 상태"에 따른 참정권 제한을 금지하는 수정헌법 제15조가 될 법안도 작성했다. 의회는 남부 주의 재승인에 대한 존슨의 거부권과 아직 재편성되지 않은 주에 대한 선거인단 투표를 거부하는 법안에 대한 존슨의 거부권을 무효화시켰다. 1868년 7월에 휴회하기 직전, 의회는 필요한 수의 주가 수정헌법을 비준했으므로 수정헌법 제14조가 헌법의 일부라고 선언하는 동시 결의안을 채택했다. 존슨이 정책에 저항할 경우 9월에 다시 소집될 조항을 두었지만, 의회는 1868년 선거 이후까지 다시 소집되지 않았다.

## 기타 국내 정책

### 재무 정책
남북 전쟁은 주로 단기 및 장기 채권 및 대출 발행, 그리고 지폐 인쇄로 인한 인플레이션, 그리고 새로운 세금으로 자금을 조달했다. 도매 물가는 두 배 이상 올랐고, 인플레이션 감소는 휴 맥컬로크 재무장관의 최우선 과제였다. 높은 우선순위이자 가장 논란이 많았던 것은 통화 문제였다. 주 은행에서 발행한 옛 지폐는 회수되었고, 남부 연합 통화는 가치가 없었다. 국립 은행은 금과 은으로 뒷받침되는 2억 7천만 달러의 통화를 발행했다. 연방 재무부는 법정 통화였지만 금이나 은으로 뒷받침되지 않는 4억 2천 8백만 달러의 그린백을 발행했다. 또한 약 2억 7천 5백만 달러의 동전이 유통되고 있었다. 10월에 발표된 새 행정부 정책은 의회가 그렇게 결정한다면 모든 지폐를 금화로 전환할 수 있도록 하는 것이었다. 하원은 1865년 12월 18일 144대 6으로 앨리 결의안을 통과시켰다. 상원에서는 상황이 달랐는데, 핵심 인물은 존 셔먼 상원의원이었다. 그는 인플레이션 수축이 단기 및 장기 국채 상환만큼 중요하지 않다고 말했다. 전쟁은 세금과 인플레이션 외에도 주로 국채로 자금을 조달했다. 국채는 28억 달러에 달했다. 1865년 10월까지 대부분이 단기 및 임시 대출이었다. 제이 쿡을 비롯한 월스트리트 은행가들은 홈스테드 법을 통한 농업 발전, 철도 확장(특히 황폐화된 남부 철도 재건 및 서부 해안으로 이어지는 대륙횡단선 개통), 그리고 특히 전쟁 중 제조업 번성 덕분에 경제가 빠르게 성장할 것이라고 믿었다. 그린백 대비 금 프리미엄은 금 100달러당 그린백 145달러였고, 낙관론자들은 번영 시대에 통화에 대한 높은 수요가 이 비율을 100으로 되돌릴 것이라고 생각했다. 1866년 4월에 타협안이 도출되었는데, 재무부가 6개월 동안 통화 수축을 1천만 달러로 제한하는 것이었다. 한편, 상원은 전체 국채를 상환했지만 하원은 조치를 취하지 않았다. 1867년 초까지 전후 번영은 현실이 되었고, 낙관론자들은 1868년 1월 의회가 명령한 대로 수축의 종결을 원했다. 한편, 재무부는 단기 부채 상환을 위해 낮은 이자율로 새로운 채권을 발행했다. 옛 주 은행권은 유통에서 사라지는 반면, 종에 의해 뒷받침되는 새로운 국립 은행권은 확장되었다. 1868년까지 인플레이션은 미미했다.

### 토지 및 노동 정책
1866년 6월, 존슨은 남부 홈스테드 법에 서명했는데, 이는 가난한 백인들을 돕는 법안이 되기를 바라는 마음에서였다. 약 28,000건의 토지 소유권이 성공적으로 특허되었지만, 이 법의 혜택을 받은 옛 노예는 거의 없었고, 사기가 만연했으며, 대부분의 비옥한 토지는 철도에 할당되었다. 1868년 6월, 존슨은 연방 정부에 고용된 노동자와 기술자를 위한 8시간 근무제를 확립하는 의회 통과 법안에 서명했다. 존슨은 볼티모어의 노동자당 대표단에게 자신이 직접 8시간 근무제를 약속할 수는 없다고 말했지만, 같은 대표단에게 "모든 이익과 일치하는 가장 짧은 시간"을 크게 선호한다고 말했다. 그러나 리처드 F. 셀서에 따르면, 이 법의 좋은 의도는 임금이 20% 삭감되면서 "즉시 좌절되었다".

### 네브래스카 주 승격
1866년 6월, 네브래스카 준주 유권자들은 새 헌법 초안을 간신히 승인했는데, 그 조항 중 하나는 투표권을 백인 남성에게만 제한하는 것이었다. 그 후 네브래스카를 연방에 편입시키는 법안이 의회에 제출되었고, 7월 말 회기가 끝나기 직전에 채택되었다. 새 헌법의 "백인 참정권" 조항에 반대하는 공화당원들과 또 다른 공화당 거점에 주 지위를 부여하는 것에 대해 우려하는 민주당원들의 일부 저항에도 불구하고 말이다. 존슨 대통령은 의회가 휴회한 후 이 법안에 보류거부를 행사했다.
이 문제는 1866년 12월 의회가 다시 소집된 직후 다시 논의되었다. 그러나 이번에는 조지 F. 에드먼즈 상원의원이 후원한 수정안이 인종이나 피부색에 따른 투표 제한 금지를 영토가 수용하는 것을 주 지위 부여의 조건으로 효과적으로 내걸었다. 이 수정안은 급진 공화당원들과 옛 남부 연합 주에도 유사한 조건을 부과하기를 희망하는 다른 사람들의 지지를 얻었다. 그러나 헌법적 근거로 이 조건에 반대하는 민주당원들과 존슨의 비판을 받았다. 그들은 연방 정부가 주가 자체적으로 참정권 자격을 설정하는 권한을 침해할 수 없다고 주장했다. 주 지위 문제는 연방주의 문제이자 대통령과 의회 간의 줄다리기가 되었다. 존슨의 반대에도 불구하고, 의회는 1867년 1월 네브래스카 주 편입 법안을 통과시켰다. 존슨은 같은 달 이 법안에 거부권을 행사했다. 존슨이 네브래스카 주 편입 법안에 거부권을 행사한 지 2주도 채 되지 않아, 의회 양원은 압도적으로 거부권을 무효화하기로 투표했다. 준주 의회는 에드먼즈 수정안이 부과한 조건을 신속히 수용하여, 투표에 대한 인종적 제한을 없앴다. 1867년 3월 1일, 네브래스카는 거부권 무효화를 통해 연방에 편입된 최초의 주이자 오늘날까지 유일한 주가 되었다.

## 외교 정책

### 멕시코
프랑스는 1863년 제2멕시코 제국을 세웠지만, 미국은 이를 먼로주의의 용납할 수 없는 위반이라고 경고했다. 프랑스군은 막시밀리아노 1세 황제를 지지했고 베니토 후아레스가 이끄는 지역 정치 반대 세력을 물리쳤다. 남부 연합이 패배하자 존슨과 그랜트는 필립 셰리든 장군을 5만 명의 전투 베테랑과 함께 텍사스-멕시코 국경으로 보내 프랑스 철수를 요구했다. 존슨은 후아레스에게 무기를 제공하고 해상 봉쇄를 가했다. 이에 대해 나폴레옹 3세는 존슨 행정부에 1867년 11월까지 모든 군대를 본국으로 데려갈 것이라고 통보했다. 막시밀리아노는 결국 1867년 6월에 체포되어 처형되었다.

### 확장주의와 알래스카 매매
수어드는 확장주의자였으며, 미국을 위해 영토를 확보할 기회를 찾았다. 1867년, 그는 덴마크와 750만 달러에 덴마크령 서인도 제도를 구매하는 조약을 협상했지만, 상원은 이를 비준하는 것을 거부했다. 수어드는 또한 앨라배마 클레임에 대한 상계로 브리티시컬럼비아를 획득할 것을 제안했지만, 영국은 이 제안에 관심이 없었다. 수어드는 태평양의 무인도인 웨이크섬에 대한 미국의 영유권을 주장하는 데 성공했으며, 이 섬은 1898년에 미국에 의해 공식적으로 영유권이 주장되었다.
1867년까지 러시아 정부는 북미 식민지(현재의 알래스카)를 재정적 부담으로 여겼고, 영국과의 전쟁이 발발하면 결국 잃을 것을 우려했다. 러시아 공사 에두아르트 데 스토클은 알래스카를 미국에 팔도록 지시받았고, 교묘하게 수어드를 설득하여 그의 초기 제안을 500만 달러에서 720만 달러로 올렸다. 이 금액은 현재 가치로 인플레이션을 조정한 금액으로 $1.33억에 해당한다. 1867년 3월 30일, 데 스토클과 수어드는 조약에 서명했고, 존슨 대통령은 상원을 소집하여 37대 2로 알래스카 매매를 승인했다. 일부에서는 "수어드의 어리석은 짓"이라고 비웃었지만, 미국 여론은 대체로 경제적 이점의 잠재력, 러시아와의 우호 관계 유지, 영국 확장의 저지라는 점에서 매우 긍정적이었다.
실패한 또 다른 조약은 앨라배마 클레임 해결을 위해 협상된 존슨-클라렌던 협정으로, 영국이 건조한 남부 연합 사략선으로 인한 미국 해운 피해에 대한 것이었다. 주영 미국 공사였던 옛 메릴랜드 상원의원 레버디 존슨이 1868년 말에 협상했지만, 존슨의 남은 임기 동안 상원에 의해 무시되었다. 이 조약은 그가 퇴임한 후 거부되었고, 그랜트 행정부는 나중에 미국에 훨씬 더 유리한 조건으로 조약을 협상했다.

### 페니언 습격
비밀 아일랜드 가톨릭 무장 단체인 페니언은 캐나다 침공 준비를 위해 남북 전쟁 참전 용사들을 대규모로 모집했다. 이 단체의 목표는 영국이 아일랜드에 독립을 부여하도록 강요하는 것이었다. 페니언은 수천 명의 회원을 보유하고 있었지만, 혼란스러운 지휘 구조, 경쟁하는 파벌, 낯선 신형 무기, 그리고 캐나다인들에게 경고를 보낸 영국 요원들이 그들 안에 있었다. 그들의 침공군은 너무 작았고 형편없는 지휘력을 가지고 있었다. 여러 차례 시도가 조직되었지만, 마지막 순간에 취소되거나 몇 시간 만에 실패했다. 가장 큰 습격은 1866년 5월 31일~6월 2일에 약 1000명의 페니언이 나이아가라 강을 건넜을 때 발생했다. 캐나다인들은 미리 경고를 받았고, 20,000명이 넘는 캐나다 민병대와 영국 정규군이 출동했다. 각 측에서 몇 명이 사망했고 페니언은 곧 본국으로 철수했다. 존슨 행정부는 처음에는 이러한 미국 중립 위반을 조용히 용인했지만, 1867년에는 페니언 습격을 막기 위해 미군을 파견했다. 1870년의 두 번째 공격은 버몬트의 미 연방 보안관에 의해 해산되었다.

## 1868년 선거 및 전환

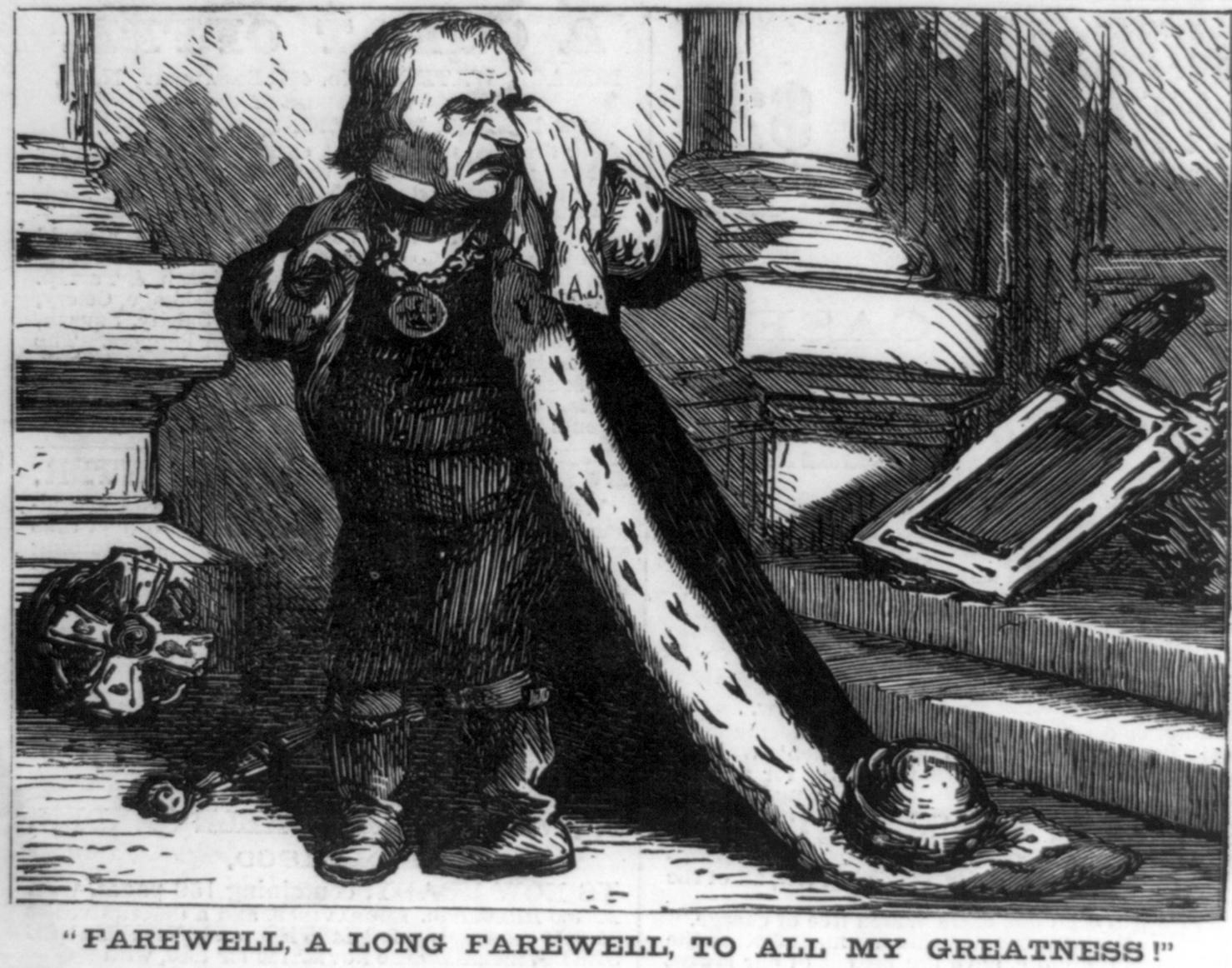
"내 모든 위대함에 작별을": 하퍼스 위클리 만화, 존슨이 퇴임하는 것을 조롱한다

율리시스 S. 그랜트는 선거 2년 전부터 유력한 공화당 대통령 후보로 부상했다. 그는 스탠턴의 전쟁장관직을 대체하는 데 동의했지만, 재건 및 기타 문제로 존슨과 갈등을 빚었다. 공화당 내에서 그랜트의 지지가 너무 커서 많은 의원들은 그랜트가 대통령이 되는 것을 막을까봐 존슨을 탄핵하는 것을 꺼려했다. 그랜트의 지지는 주로 당의 온건파로부터 왔는데, 많은 급진 공화당원들은 그랜트가 집권하면 보수적인 정책을 추구할 것을 우려했기 때문이다. 1868년 공화당 전당대회는 그랜트를 당의 대통령 후보로, 스카일러 콜팩스 하원의장을 부통령 후보로 지명했다. 아마도 존슨을 유죄 판결하는 데 의회가 실패한 것에 자극받아, 당의 강령은 보편적 남성 참정권을 지지하지 않았다.
자신만의 당을 구축하는 데 실패한 존슨은 1868년 7월 뉴욕에서 열린 1868년 민주당 전당대회에서 지명을 모색했다. 존슨은 남부 백인들 사이에서 여전히 매우 인기가 많았으며, 전당대회 직전 이미 기소되지 않은 모든 남부 연합원들에 대한 형사 소송 가능성을 종결시키는 사면을 발표하여 그 인기를 높였다. 이는 데이비스와 몇몇 다른 사람만이 여전히 재판에 직면할 수 있음을 의미했다. 존슨 외에 민주당 지명 경쟁자로는 재건에 비교적 무관심하고 그린백의 지속적인 사용에 호소한 옛 오하이오 대표 조지 H. 펜들턴, 당의 보수적 기득권층에서 지지를 받았지만 경선에 참여하기를 꺼려했던 옛 뉴욕 주지사 호레이쇼 시모어, 그리고 새먼 P. 체이스 대법원장이 있었다. 전당대회 첫 투표에서 존슨은 펜들턴에 이어 2위를 차지했으며, 투표가 진행될수록 존슨의 지지는 감소했다. 시모어는 22번째 투표에서 지명을 얻었고, 존슨은 테네시주에서 온 4표만을 받았다. 부통령으로는 민주당이 프랜시스 프레스턴 블레어 주니어를 지명했는데, 그는 "반야만적인 흑인 인종"이 이끄는 남부 정부를 파괴하기 위해 군대를 사용하겠다는 약속으로 캠페인을 벌였으며, 그들이 "백인 여성들을 그들의 통제되지 않는 욕망에 종속시키려 한다"고 말했다.
민주당 강령은 존슨의 대통령직을 지지하며, 그가 "주의 헌법적 권리와 국민에 대한 의회의 침략에 저항한" "애국적인 노력"에 감사를 표했다. 그럼에도 불구하고, 존슨은 자신의 패배에 쓰라려 했고, 그의 지지자들 중 일부는 제3당의 결성을 제안했다. 시모어의 운동가들은 존슨의 지지를 구했지만, 존슨은 대통령 선거 운동 대부분 동안 침묵을 지켰다. 일부 주에서 이미 투표가 진행된 10월이 되어서야 존슨은 시모어를 언급했으며, 결코 그를 지지하지 않았다. 선거 운동은 주로 재건에 초점을 맞추었고, 많은 민주당원들은 시모어의 승리가 재건과 흑인 참정권의 종식으로 이어지기를 희망했다.

공화당의 율리시스 S. 그랜트가 1868년 선거에서 민주당의 호레이쇼 시모어를 물리쳤다.

그랜트는 선거에서 승리하여 득표율 52.7%, 선거인단 294표 중 214표를 얻었다. 이 선거는 쿠 클럭스 클랜과 다른 단체들이 흑인 투표를 억압하려 다시 시도하면서 남부 전역에서 새로운 폭력의 물결이 일었다. 시모어는 조지아와 루이지애나에서 승리했지만, 그랜트는 연방에 복원된 나머지 옛 남부 연합 주에서 승리했다. 그랜트는 또한 압도적으로 북부 주들을 차지했지만, 시모어는 그의 고향인 뉴욕에서 승리했다.
존슨은 그랜트의 승리를 후회했는데 부분적으로는 스탠턴 사건으로 인한 그들의 적대감 때문이었다. 12월 의회에 보낸 연례 메시지에서 존슨은 임기보장법 폐지를 촉구하며, 의원들에게 1865년에 남부 동료들을 받아들였다면 모든 것이 잘 풀렸을 것이라고 말했다. 1868년 크리스마스에 존슨은 마지막 사면을 발표했는데, 이번에는 제퍼슨 데이비스를 포함한 모든 사람을 포함했다. 그는 또한 임기 마지막 몇 달 동안 범죄에 대한 사면을 발표했는데, 그 중에는 링컨 암살에 연루되어 (그는 부스의 부러진 다리를 치료했다) 플로리다의 포트 제퍼슨에 수감되었던 새뮤얼 머드 박사에 대한 사면도 있었다. 1869년 2월, 의회는 수정헌법 제15조를 승인하여 주들에게 비준을 위해 보냈다. 1869년 3월 4일, 대통령 임기 마지막 날, 존슨은 그랜트의 취임식에 참석하기를 거부했다.

## 역사적 평가
존슨이 퇴임한 후 수십 년 동안, 존슨과 그의 대통령직에 대한 역사적 평가는 거의 없었다. 전 부통령 헨리 윌슨과 메인 상원의원 제임스 G. 블레인과 같은 북부인들의 회고록은 그를 고집스럽고 무뚝뚝한 사람으로 묘사하며, 그의 재건 정책이 남부를 편애했다고 비난했다. 20세기가 시작되면서 존슨에 대한 첫 번째 중요한 역사적 평가가 나왔다. 이 흐름을 이끈 것은 퓰리처상 수상 역사학자 제임스 포드 로즈였는데, 그는 존슨의 결함을 그의 개인적 약점에 돌리고, 전후 남부의 문제에 대해 그를 비난했다. 존 버제스, 우드로 윌슨, 윌리엄 더닝과 같은 다른 20세기 초 역사학자들은 모두 남부인이었고, 존슨이 결함이 많고 정치적으로 서툴렀다고 믿으면서도, 그가 링컨의 남부 계획을 선의로 수행하려 했다고 결론 내렸다. 작가이자 언론인 제이 톨슨은 윌슨이 "재건을 보복적인 프로그램으로 묘사했으며, 이 프로그램은 회개한 남부인들에게도 해를 끼쳤고, 북부의 기회주의자들, 소위 카펫배거들과, 정치적 이득을 위해 흑인과의 동맹을 이용한 냉소적인 백인 남부인들, 즉 스캘러왜그들에게 이익을 주었다"고 말한다.

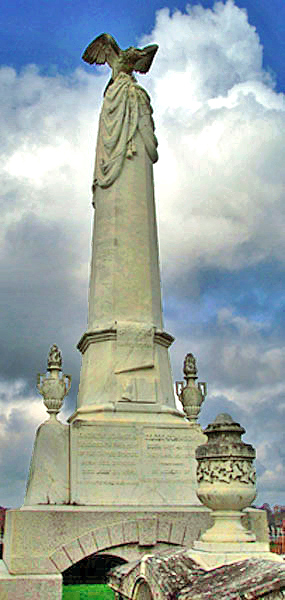
테네시주 그린빌에 있는 앤드루 존슨의 무덤

로즈와 그의 학파가 글을 쓰는 동안에도, 다른 역사학자들은 존슨의 완전한 복권을 시도하고 있었는데, 처음으로 존슨의 문서와 기드온 웰스의 일기와 같은 1차 자료를 사용했다. 그 결과, 데이비드 밀러 드위트의 『앤드루 존슨 대통령의 탄핵과 재판』(1903)과 같은 저서들은 그를 탄핵하려 했던 자들보다 훨씬 더 호의적으로 묘사했다. 제임스 숄러의 1913년 『재건 시대의 역사』에서 저자는 로즈가 "존슨에게 상당히 불공정했다"고 비난했지만, 전 대통령이 서툰 정치적 움직임으로 인해 많은 문제들을 스스로 만들었다는 점에는 동의했다. 이러한 연구들은 효과를 보였다. 비록 역사학자들은 존슨이 그의 대통령직을 망친 깊은 결함을 가지고 있다고 계속 보았지만, 그의 재건 정책은 근본적으로 옳았다고 보았다. 1920년대 후반과 1930년대 초반의 "존슨을 칭송하고 그의 적들을 비난한" 일련의 매우 호의적인 전기들은 이러한 경향을 가속화시켰다. 1948년 아서 M. 슐레징거가 실시한 역사학자 설문조사에서 존슨은 평범한 대통령으로 평가되었고, 1956년 클린턴 L. 로시터가 실시한 설문조사에서는 그를 위대한 최고 집행관 중 한 명으로 지목했다. 포너는 이러한 설문조사 당시 "남북 전쟁 이후의 재건 시대는 흑인 남성에게 투표권을 부여함으로써 초래된 부패와 나쁜 통치의 시기로 여겨졌다"고 지적한다.
1950년대에 역사학자들은 재건에 있어 아프리카계 미국인의 경험을 중심으로 연구하기 시작했다. 그들은 이전의 많은 역사서에서 나타났던 흑인 열등론 주장을 완전히 거부했다. 이들 작가 중 상당수는 발전하는 시민권 운동을 제2의 재건으로 보았고, 전후 시대에 대한 자신들의 연구가 시민권 운동의 대의를 진전시키기를 희망했다. 이 저자들은 아프리카계 미국인들을 돕고자 하는 급진 공화당원들에게 공감했고, 존슨을 해방노예들에게 냉혹했다고 보았다. 1956년부터 폰 브로디와 같은 역사학자들이 쓴 여러 작품에서 전 대통령은 해방노예들의 운명을 개선하려는 노력을 성공적으로 방해한 인물로 묘사되었다. 재건은 점점 더 해방된 노예들을 사회에 통합하려는 숭고한 노력으로 여겨졌다.

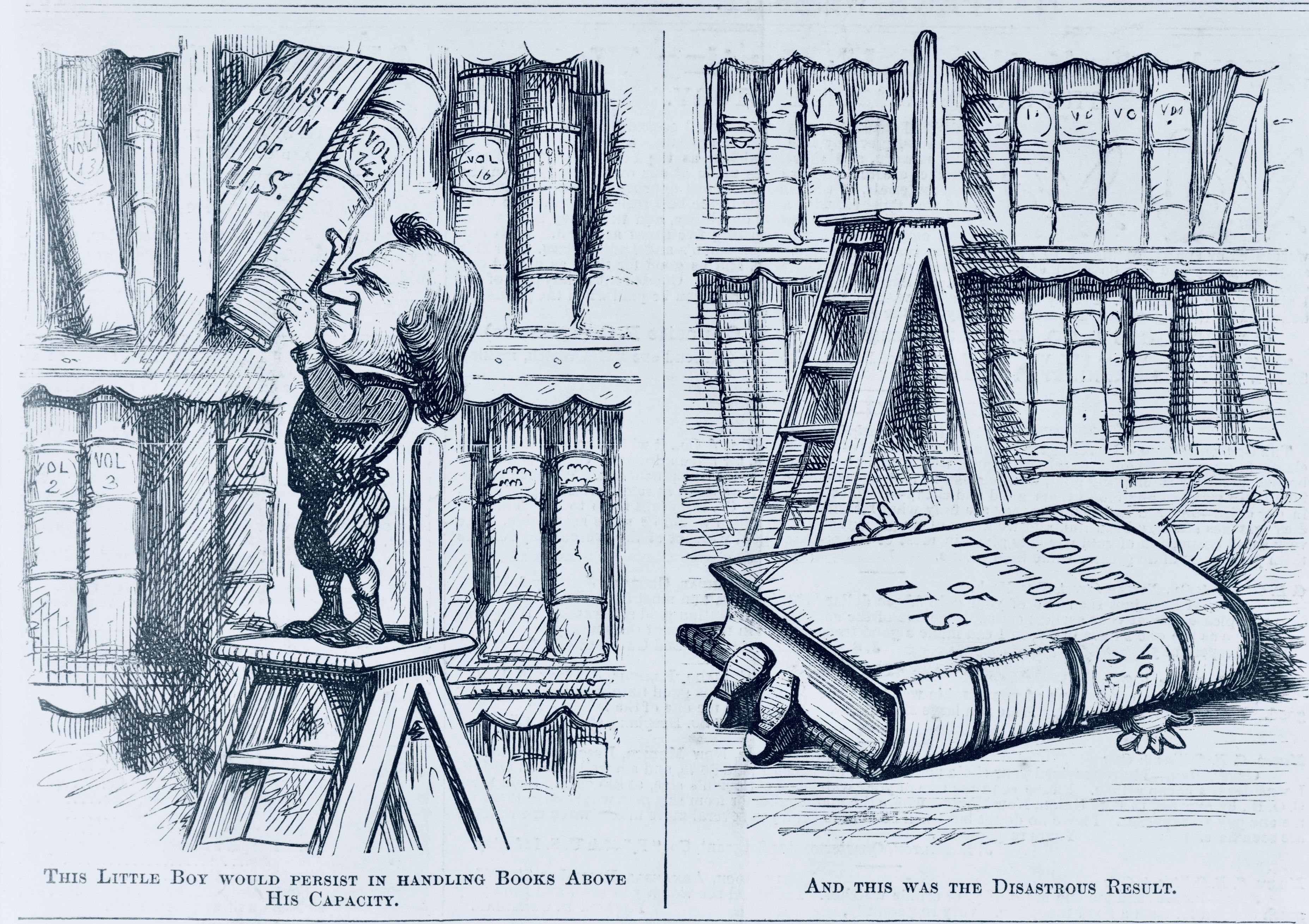
"이 어린 소년은 자신의 능력 이상의 책을 계속 다루려 했다... 그리고 이것이 비참한 결과였다" (토머스 내스트, 하퍼스 위클리, 1868년)

21세기 초, 존슨은 일반적으로 미국 역사상 최악의 대통령 중 한 명으로 언급된다. 제임스 뷰캐넌을 최악의 대통령으로 여기는 역사학자 글렌 W. 라판타시에 따르면, "존슨은 탄핵... 재건 정책의 완전한 오용... 그의 쌀쌀맞은 성격, 그리고 그의 엄청난 자만심 때문에 최하위권에 특별히 자주 언급된다." 톨슨은 "존슨은 이제 새로 해방된 아프리카계 미국인들의 권리와 복지를 확보하려는 급진 공화당 정책에 저항한 것으로 인해 비난받는다"고 말한다. 고든-리드는 존슨이 그의 동시대 인물인 프랭클린 피어스와 제임스 뷰캐넌과 함께 일반적으로 최악의 대통령 5명 안에 꼽히지만, "이 나라의 삶에서 이보다 더 어려운 시기는 없었다. 이들이 직면해야 했던 문제는 엄청났다. 링컨이 연이어 나왔어야 겨우 제대로 처리할 수 있었을 것이다"라고 말한다. 트레푸스는 존슨의 유산을 "백인 우위의 유지"로 보며, "재건을 훼손함으로써 남부 보수주의자들에게 힘을 실어준 것이 그의 국가에 대한 유산이었고, 이는 앞으로 여러 세대 동안 국가를 괴롭힐 것이다"라고 말한다.
2018년 미국정치학회 대통령 및 행정 정치 부문 설문조사에서 존슨은 두 번째로 최악의 대통령으로 평가되었다. 2017년 C-SPAN 역사학자 설문조사에서 존슨은 두 번째로 최악의 대통령으로 평가되었다. 2006년 역사학자 설문조사에서 존슨이 남북 전쟁 이후 아프리카계 미국인의 평등 확대를 반대하기로 결정한 것은 현직 대통령이 저지른 실수 중 두 번째로 최악으로 평가되었다. 역사학자 엘리자베스 R. 바론은 다음과 같이 썼다.
대부분의 역사학자들은 앤드루 존슨을 미국 남북 전쟁 말기에 대통령으로 재직하기에 최악의 인물로 본다. 연방 공직에서의 그의 심각한 무능력과 그의 정책에 대한 대중적 지지의 정도에 대한 그의 놀라운 오판 때문에, 존슨은 만족스럽고 정의로운 평화를 만드는 데 있어 큰 실패자로 평가된다. 그는 자신의 생각과 상충되는 정치적 현실에 타협하거나 받아들이지 못하는 경직되고 독재적인 인종차별주의자로 간주된다... 가장 중요하게, 흑인들의 정치적 및 시민적 권리를 방해하려는 존슨의 강력한 의지는 남부와 아마도 미국에서도 인종 문제를 해결하는 데 재건이 실패한 주된 책임이 있다.

## 같이 보기
- 존슨 극장

## 내용주
1. ↑  존슨은 에이브러햄 링컨 밑에서 부통령을 지냈고 링컨 사망 후 대통령이 되었다. 이는 1967년 미국 수정 헌법 제25조가 채택되기 전이었으므로, 부통령직 공석은 다음 선거와 취임까지 채워지지 않았다.
2. 1 2  대통령 취임 당시 존슨은 민주당의 전 구성원으로, 국민연합당 후보로 부통령에 선출되었다. 그는 1868년 민주당 전당대회에서 대통령 후보 지명을 시도했으나 실패하기 전에 국민연합당이라는 이름으로 자신만의 당을 세우려 했다. 자세한 내용과 참고 자료는 당적 항목을 참조.
3. ↑  Johnson saw 15 of his vetoes overridden by Congress, more than any other President, before or since.

## 참고 자료
- Beale, Howard K. (July 1940). 《On rewriting Reconstruction history》. 《American Historical Review》 45 (Washington, D.C.: American Historical Association). 807–827쪽. doi:10.2307/1854452. JSTOR 1854452.
- Castel, Albert E. (1979). 《The Presidency of Andrew Johnson》. American Presidency. Lawrence, Kan.: The Regents Press of Kansas. ISBN 0-7006-0190-2.
- Fitzgerald, Michael W. (2007). 《Splendid Failure: Postwar Reconstruction in the American South》. American Ways paperback판. Chicago: Ivan R. Dee. ISBN 978-1-56663-739-8.
- Foner, Eric (2002) [1988]. 《Reconstruction: America's Unfinished Revolution》. New York: HarperCollins. ISBN 0-06-093716-5.
- Foner, Eric (2006년 12월 3일). “He's The Worst Ever”. 《The Washington Post》.
- Goldstone, Lawrence (2011). 《Inherently Unequal: The Betrayal of Equal Rights by the Supreme Court, 1865–1903》. Walker & Company.
- Gordon-Reed, Annette (2011). 《Andrew Johnson》. The American Presidents Series. New York: Henry Holt and Company. ISBN 978-0-8050-6948-8.
- Graff, Henry F., ed. The Presidents: A Reference History (3rd ed. 2002)  online
- Lafantasie, Glenn (2011년 2월 21일). “Who's the worst president of them all?”. 《Salon.com》.
- Rhodes, James Ford (1904). 《History of the United States from the Compromise of 1850》 v. New York: The Macmillan Company.
- Stewart, David O. (2009). 《Impeached: the Trial of President Andrew Johnson and the Fight for Lincoln's Legacy》. New York: Simon and Schuster. ISBN 978-1-4165-4749-5.
- Tolson, Jay (2007년 2월 16일). “The 10 Worst Presidents: No. 3 Andrew Johnson (1865–1869)”. 《U.S. News & World Report》.
- Trefousse, Hans L. (1989). 《Andrew Johnson: A Biography》. New York: W.W. Norton & Company. ISBN 0-393-31742-0.
- White, Richard (2017). 《The Republic for Which It Stands: The United States During Reconstruction and the Gilded Age: 1865–1896》. New York: Oxford University Press. ISBN 9780190619060.